# أنوبينو
أنوبينو (بالروسية: Анопино) هي مدينة في مقاطعة فلاديمير أوبلاست في روسيا.